# Influencia y recepción de Søren Kierkegaard

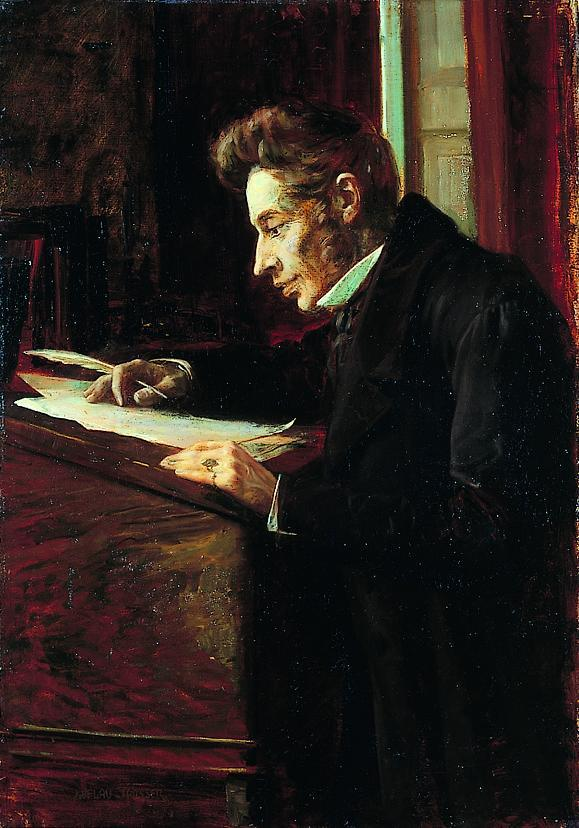
1902 óleo de Kierkegaard, de Luplau Janssen.

Las influencias y recepción de Søren Kierkegaard variaron ampliamente y pueden dividirse aproximadamente en varios períodos cronológicos. Las reacciones fueron todo menos uniformes, y los defensores de varias ideologías intentaron apropiarse de su trabajo bastante temprano.
La reputación de Kierkegaard como filósofo se estableció por primera vez en su nativa Dinamarca con su obra O lo uno o lo otro. Henriette Wulff, en una carta a Hans Christian Andersen, escribió: ¡Recientemente se publicó aquí un libro con el título O lo uno o lo otro! Se supone que es bastante extraño, la primera parte está llena de Donjuanismo, escepticismo, etcétera, y la segunda parte atenuada y conciliadora, terminando con un sermón que se dice que es bastante excelente. Todo el libro llamó mucho la atención. Aún no ha sido discutido públicamente por nadie, pero seguramente lo hará. Ser. En realidad, se supone que es de un Kierkegaard que ha adoptado un seudónimo..."
La fama de Kierkegaard en Dinamarca aumentó con cada publicación de sus obras filosóficas, incluyendo  Temor y temblor  y  Migajas filosóficas , y culminando en su obra magna, el Posdata final no científica a los fragmentos filosóficos. Sin embargo, el ataque de Kierkegaard contra la cristiandad, representada por la Iglesia Nacional Danesa cerca del final de su vida, no le ganó el cariño de muchos en el clero y los círculos teológicos. Después de su muerte, sus manuscritos originales fueron legados por su ex prometida, Regine Olsen para la posteridad. Más tarde, donó la mayoría de sus escritos a la Biblioteca Real Danesa donde siguen almacenados.
El pensamiento de Kierkegaard ganó una audiencia más amplia con la traducción de sus obras al  alemán,  francés y  inglés.

## Kierkegaard y filosofía y teología

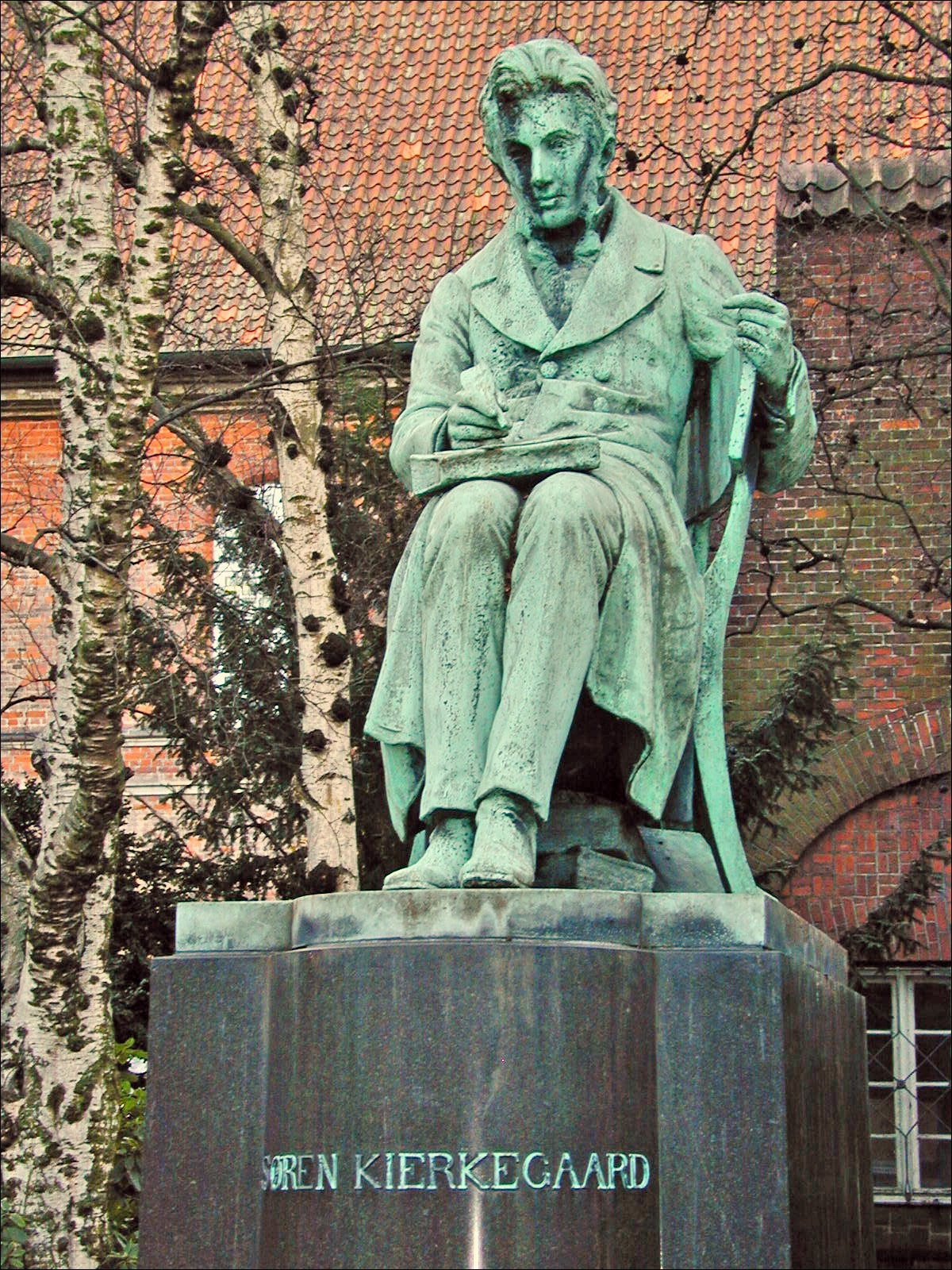
La estatua de Søren Kierkegaard en el Jardín de la Biblioteca Real en Copenhague

Muchos  filósofos del siglo XX, tanto teístas como ateos, extrajeron conceptos de Kierkegaard, incluidas las nociones de angustia, desesperación y la importancia del individuo. Su fama como filósofo creció enormemente en la década de 1930, en gran parte porque el movimiento ascendente existencialista lo señaló como un precursor, aunque los escritores posteriores lo celebraron como un pensador muy importante e influyente por derecho propio. Dado que Kierkegaard se crio como luterano, fue conmemorado como maestro en el  Calendario de los Santos de la Iglesia Luterana el 11 de noviembre y en el calendario de los Santos de la  Iglesia Episcopal con un día de fiesta el 8 de septiembre.
Los filósofos y teólogos influenciados por Kierkegaard incluyen Hans Urs von Balthasar, Karl Barth, Simone de Beauvoir, Niels Bohr, Dietrich Bonhoeffer, Emil Brunner, Martin Buber, Rudolf Bultmann, Albert Camus, Martin Heidegger, Abraham Joshua Heschel, Karl Jaspers, Gabriel Marcel, Maurice Merleau-Ponty, Reinhold Niebuhr, Franz Rosenzweig, Jean-Paul Sartre, Joseph Soloveitchik, Paul Tillich,  Malcolm Muggeridge, Thomas Merton, Miguel de Unamuno. El anarquismo epistemológico de Paul Feyerabend en la filosofía de la ciencia se inspiró en la idea de Kierkegaard de la subjetividad como verdad. Ludwig Wittgenstein fue inmensamente influenciado y humillado por Kierkegaard, afirmando que "Kierkegaard es demasiado profundo para mí, de todos modos. Me desconcierta sin producir los buenos efectos que tendría en las almas más profundas". Karl Popper se refirió a Kierkegaard como "el gran reformador de la ética cristiana, que expuso la moral cristiana oficial de su época como hipocresía anticristiana y antihumanitaria".

## Kierkegaard y la psicología
Kierkegaard tuvo una profunda influencia en psicología. Es ampliamente considerado como el fundador de la psicología cristiana y de psicología existencial y  terapia. Los psicólogos y terapeutas existencialistas (a menudo llamados "humanistas") incluyen a Ludwig Binswanger, Viktor Frankl, Erich Fromm, Carl Rogers y Rollo May. May basó su "El significado de la ansiedad" en "El concepto de ansiedad" de Kierkegaard. La obra de Kierkegaard  sociológica "Dos edades: la era de la revolución y la época actual" critica la modernidad. Ernest Becker basó su libro Premio Pulitzer de 1974, La negación de la muerte, en los escritos de Kierkegaard, Freud y Otto Rank. Kierkegaard también se considera un precursor importante del posmodernismo.

## Kierkegaard y la literatura
Kierkegaard influyó en los escritores del siglo XIX, así como en la literatura del siglo XX de la literatura del siglo XX. August Strindberg (1843-1912) encontró inspiración en Kierkegaard y el famoso dramaturgo y poeta noruego Henrik Ibsen (1828-1906) claramente parece haberse inspirado en el danés en obras famosas como Brand. El otro gran escritor y poeta noruego Bjørnstjerne Bjørnson (1832-1910) también se inspiró profundamente en Kierkegaard. Finalmente, el célebre artista noruego Edvard Munch (1863-1944) estudió de cerca conceptos clave como la ansiedad, y esta influencia es notable en algunas de sus pinturas icónicas como El grito.
Otras figuras profundamente influenciadas por su trabajo incluyen a W. H. Auden, Jorge Luis Borges, Don DeLillo, Hermann Hesse, Franz Kafka,  David Lodge, Flannery O'Connor, Walker Percy, Rainer Maria Rilke, J.D. Salinger y John Updike. El trabajo de Kierkegaard  The Diary of a Seducer  se ha vuelto a publicar varias veces, incluida la traducción de Princeton University Press con el prólogo de John Updike y la serie de Penguin Books ' Great Loves .

## Kierkegaard después de la Primera Guerra Mundial
La estatura actual de Kierkegaard en el mundo de habla inglesa se debe mucho a los escritos exegéticos y las traducciones mejoradas de Kierkegaard del teólogo estadounidense Walter Lowrie, el filósofo de la Universidad de Minnesota David F. Swenson y los traductores daneses Howard V. y Edna H. Hong Kierkegaard. Anthony Rudd Kierkegaard and the Limits of the Ethical y la discusión de Alasdair MacIntyre sobre Kierkegaard en After Virtue y A Short History of Ethics hizo mucho para facilitar el legado de Kierkegaard en el pensamiento ético en filosofía analítica.
La influencia de Kierkegaard en la filosofía continental aumentó dramáticamente después de la Primera y Segunda Guerra Mundial, especialmente entre los pensadores existenz alemanes y los existencialistas franceses. Jean-Paul Sartre, Emmanuel Levinas y Karl Barth tienen una gran deuda con Kierkegaard. Paul Ricoeur y Judith Butler escribieron monografías llamando la atención sobre el trabajo de Kierkegaard, y un coloquio de 1964 UNESCO sobre Kierkegaard en París se ubica como uno de los eventos más importantes para una recepción moderna de Kierkegaard, que incluyó a un orador principal, Sartre, quien dio su conferencia The Singular Universal, que solidificó la influencia de Kierkegaard sobre el existencialismo. En Estados Unidos, el interés por Kierkegaard se reavivó a partir de la década de 1980, particularmente por el filósofo estadounidense y curador de la Biblioteca Kierkegaard en St. Olaf College Gordon Marino, que ha dedicado varios libros y ensayos a Kierkegaard. En la Dinamarca natal de Kierkegaard, el pueblo danés celebró su 200 aniversario del nacimiento de Kierkegaard en Copenhague en mayo de 2013.
Kierkegaard también ha influido en miembros de la filosofía analítica, sobre todo Ludwig Wittgenstein, que consideraba a Kierkegaard como "el pensador más profundo del siglo XIX. Kierkegaard era un santo". Hasta cierto punto, Kierkegaard puede ser visto como uno de los pocos filósofos a quienes la simple división analítico / continental no se aplica completamente.
Kierkegaard predijo su fama póstuma y previó que su trabajo se convertiría en objeto de intenso estudio e investigación. En sus diarios, escribió:

"Lo que necesita la época no es un genio; ha tenido bastantes genios, sino un mártir, que para enseñar a los hombres a obedecer, él mismo sería obediente hasta la muerte. Lo que necesita la era es despertar. Y por lo tanto, algún día, no solo mis escritos sino toda mi vida, todo el intrigante misterio de la máquina será estudiado y estudiado. Nunca olvido cómo Dios me ayuda y por eso es mi último deseo que todo sea en su honor ".

## Kierkegaard y el feminismo
La relación de Kierkegaard con el feminismo es problemática, Kierkegaard ha sido descrito como misógina, haciendo "comentarios sarcásticos sobre la naturaleza de la mujer, burlándose con la mayor ironía de sus" grandes habilidades "y burlándose de la posibilidad de su emancipación", aunque Dera Sipe de Universidad de Villanova afirma que ver a Kierkegaard como un "misógino heterosexual es muy problemático".
En su artículo Kierkegaard and Feminism: A Paradoxical Friendship, Sipe elogia a Kierkegaard por llevar "un martillo a los fríos cimientos de la filosofía occidental tradicional" e introducir el existencialismo que el feminismo ha adoptado y en donde ha prosperado. Luego afirma que debido al uso desenfrenado de los seudónimos por parte de Kierkegaard, uno debe separar a Kierkegaard de sus seudónimos.  Sipe sostiene que "sería más beneficioso para el feminismo no leer a Kierkegaard en busca de su propia postura personal sobre la cuestión de la mujer, sino leerlo de una manera exploratoria como alguien que ha expuesto nuevas vías de pensamiento, nuevas formas de pensar, examinando la pregunta de la mujer". Sipe, después de examinar su ensayo sobre el movimiento sufragista, el diario del seductor y su contenido misógino, gira hacia la visión de Kierkegaard sobre la Virgen María, madre de Jesús y Sara, la joven hija de Raguel y Edna, a quienes Kierkegaard considera caballeros de la fe. Afirma que a partir de estos ejemplos queda claro que Kierkegaard (o al menos Johannes de Silentio) tenía un gran respeto por las mujeres.

## Recepción internacional

### En Francia
Kierkegaard fue mencionado por primera vez en una publicación francesa en 1856 en un artículo que detallaba el estado de la política y la cultura danesas que describía su influencia en la iglesia danesa como "desconcertado a muchas mentes y perturbado a muchas conciencias débiles o temerosas". El artículo también detalla la controversia en torno a su funeral.
La primera traducción de Kierkegaard al francés fue publicada en 1886 por Johannes Gøtzsche, con un prefacio del teólogo Hans-Peter Kofoed-Hansen. La obra traducida fue Dos ensayos ético-religiosos menores.
Traducciones posteriores de Kierkegaard al francés incluyen las producidas por  Paul Petit, quien produjo una traducción al francés de la "Posdata final no científica" en 1941, así como una traducción de la Filosófica Fragments, publicado póstumamente en 1947.

### En Alemania
Las primeras menciones del trabajo de Kierkegaard en publicaciones alemanas fueron escritas por Andreas Frederik Beck, él mismo danés y uno de los asistentes a la defensa de la tesis oral de Kierkegaard. Hubo una revisión alemana anónima de "Fragmentos filosóficos" publicada en 1845 que la investigación posterior cree que fue escrita por Beck. Kierkegaard respondió a las críticas de Beck en una nota a pie de página publicada en el seguimiento de los "Fragmentos", la "Posdata final no científica". Otra mención temprana de Kierkegaard en alemán es de Johann Georg Theodor Grässe, quien incluyó a Kierkegaard brevemente en una revisión de 1848 de la literatura europea.
En 1856, el político e historiador conservador nacido en Baviera Joseph Edmund Jörg escribió un artículo sobre los movimientos y eventos religiosos en la historia escandinava. El católico Jörg elogió el implacable ataque de Kierkegaard contra la Iglesia luterana danesa, pero sugiere que Kierkegaard quizás debería haber visto el catolicismo como un paso final en su desarrollo religioso.
Las primeras traducciones de Kierkegaard al alemán se restringieron a su material posterior a 1850 ("El Momento", el ataque a la Iglesia Luterana) y aparecieron en la década de 1860. El pastor capacitado en Tubinga, Albert Bärthold, estudió Kierkegaard con Johann Tobias Beck y publicó traducciones de varias obras de Kierkegaard.
Hjalmar Hjorth Boyesen (1848-1895) reconoció el artículo de Georg Brandes sobre Soren Kierkegaard, así como "El corsario" en su artículo de marzo de 1888 "Literatura escandinava" en "El Chautauquan". Señala que tanto "Either / Or" y "Stages on the Path of Life" ya se habían traducido al alemán en ese momento.
El trabajo de traducción más significativo fue realizado por Christoph Schrempf, otro estudiante de J.T. Arroyo. Las primeras traducciones de Schrempf aparecieron en 1890 y para 1922, había completado las traducciones de todo el conjunto de escritos publicados de Kierkegaard. Sus traducciones han sido criticadas repetidamente como poco fiables: Heiko Schulz se refirió a ellas como "versiones revisadas repetidamente, muy idiosincrásicas y, a veces, asombrosamente libres de los textos kierkegaardianos". Schrempf también difundió una visión de Kierkegaard significativamente fuera de sintonía con la corriente principal, interpretando la "subjetividad como verdad" de Kierkegaard como una justificación de su propia incredulidad religiosa.